# 1546 Izsák
1546 Izsák là một tiểu hành tinh vành đai chính với chu kỳ quỹ đạo là 2069.0085621 ngày (5.66 năm) named for nhà thiên văn học, Imre Izsák, who later worked ở Smithsonian Astrophysical Observatory. Imre Izsák was born in Hungary và later worked ở Smithsonian Astrophysical Observatory.
Nó được phát hiện 28 tháng 9 năm 1941.